# Purrel Fränkel
Purrel Fränkel (Paramaribo, 8 oktober 1976) is een Nederlands voormalig  betaald voetballer van Surinaamse afkomst die bij voorkeur in de verdediging speelde. 

## Carrière
Fränkel speelde in zijn jeugd voor de Amsterdamse clubs Osdorp en Amstelland waarna hij in 1995 bij Telstar debuteerde in het betaald voetbal. Hij was er in de volgende drie seizoenen basisspeler en vertrok in 1998 voor het eerste naar De Graafschap. In zijn eerste seizoen in de Eredivisie kwam hij tot zestien wedstrijden. In de seizoenen die volgden werd hij een vaste waarde bij 'de superboeren'. In 2002 nam Vitesse Fränkel over, waarmee hij in zijn eerste jaar Europees voetbal speelde.
In 2003 haalde Fränkel de recordboeken door in de wedstrijd tegen FC Twente na negentien seconden in eigen doel te scoren. Dit was de snelste eigen goal in de geschiedenis van de Eredivisie. Zijn record werd drie jaar later 'verbeterd' door Arnold Kruiswijk, die er negen seconden voor nodig had.
Fränkel werd op 31 augustus 2007 op de laatste transferdag verhuurd aan zijn oude club De Graafschap. Hij verruilde in 2007 Vitesse voor De Graafschap, waar hij in mei 2010 zijn contract verlengde tot aan de zomer van 2011.
Op 2 maart 2009 werd Fränkel door de KNVB voor een maand geschorst wegens doping. Hij was op 21 december 2008 betrapt op het gebruik van marihuana.
Op 29 april 2012 werd hij in hechtenis genomen omdat hij in mei 2010 auto had gereden terwijl hem de rijbevoegdheid ontzegd was. Hiervoor was hij tot een boete van 900 euro en vijftien dagen celstraf veroordeeld welke hij nog niet uitgezeten had. Hij dreigde de laatste twee duels voor De Graafschap te moeten missen. Op 1 mei werd hij echter weer vrijgelaten na een verzoek van zijn advocaat daartoe en werd zijn straf opgeschort. Hij kwam op 2 mei echter niet in actie in de wedstrijd tegen SBV Excelsior en op 3 mei werd hij wederom in hechtenis genomen om de rest van zijn straf uit te zitten. Op 16 mei kwam hij weer vrij.
Vanaf het seizoen 2012/2013 speelde hij voor VV DUNO waar hij weer samen ging spelen met zijn oud-De Graafschapteamgenoot Jeremy Overbeek Bloem. Met de club ging hij van de vierde klasse naar de Hoofdklasse. In het seizoen 2019/20 fungeerde hij tevens als assistent-trainer. Medio 2020 verliet Fränkel DUNO.

## Clubstatistieken
| seizoen | club                   | land               | competitie             | duels | goals |
| ------- | ---------------------- | ------------------ | ---------------------- | ----- | ----- |
| 1994/95 | Telstar                | Vlag van Nederland | Eerste divisie         | 2     | 0     |
| 1995/96 | Telstar                | Vlag van Nederland | Eerste divisie         | 26    | 0     |
| 1996/97 | Telstar                | Vlag van Nederland | Eerste divisie         | 30    | 0     |
| 1997/98 | Telstar                | Vlag van Nederland | Eerste divisie         | 30    | 0     |
| 1998/99 | De Graafschap          | Vlag van Nederland | Eredivisie             | 16    | 0     |
| 1999/00 | De Graafschap          | Vlag van Nederland | Eredivisie             | 26    | 0     |
| 2000/01 | De Graafschap          | Vlag van Nederland | Eredivisie             | 32    | 1     |
| 2001/02 | De Graafschap          | Vlag van Nederland | Eredivisie             | 32    | 0     |
| 2002/03 | Vitesse                | Vlag van Nederland | Eredivisie             | 30    | 0     |
| 2003/04 | Vitesse                | Vlag van Nederland | Eredivisie             | 27    | 0     |
| 2004/05 | Vitesse                | Vlag van Nederland | Eredivisie             | 32    | 2     |
| 2005/06 | Vitesse                | Vlag van Nederland | Eredivisie             | 32    | 0     |
| 2006/07 | Vitesse                | Vlag van Nederland | Eredivisie             | 28    | 0     |
| 2007/08 | → De Graafschap (huur) | Vlag van Nederland | Eredivisie             | 24    | 1     |
| 2008/09 | De Graafschap          | Vlag van Nederland | Eredivisie             | 22    | 0     |
| 2009/10 | De Graafschap          | Vlag van Nederland | Eerste divisie         | 35    | 3     |
| 2010/11 | De Graafschap          | Vlag van Nederland | Eredivisie             | 29    | 2     |
| 2011/12 | De Graafschap          | Vlag van Nederland | Eredivisie             | 21    | 0     |
| 2012/13 | DUNO                   | Vlag van Nederland | Zaterdag 4e klasse     |       |       |
| 2013/14 | DUNO                   | Vlag van Nederland | Zaterdag 4e klasse     |       |       |
| 2014/15 | DUNO                   | Vlag van Nederland | Zaterdag 3e klasse     |       |       |
| 2015/16 | DUNO                   | Vlag van Nederland | Zaterdag 2e klasse     |       |       |
| 2016/17 | DUNO                   | Vlag van Nederland | Zaterdag 2e klasse     |       |       |
| 2017/18 | DUNO                   | Vlag van Nederland | Zaterdag 1e klasse     |       |       |
| 2018/19 | DUNO                   | Vlag van Nederland | Zaterdag 1e klasse     |       |       |
| 2019/20 | DUNO                   | Vlag van Nederland | Zaterdag Hoofdklasse A |       |       |